# حارة المدينة السياحية (صنعاء)
حارة المدينة السياحية هي إحدى حارات حي شعوب بمديرية شعوب إحد مديريات العاصمة اليمنية صنعاء، بلغ تعداد سكانها 264 نسمة حسب تعداد اليمن لعام 2004.